# Rautujärvi (sjö i Finland, Lappland, lat 68,65, long 27,06)
Rautujärvi (samiska:Rávdujävri) eller Kojerijärvi är en sjö i Finland. Den ligger i kommunen Enare i landskapet Lappland, i den norra delen av landet, 900 km norr om huvudstaden Helsingfors. Rautujärvi ligger 243,5 meter över havet. Arean är 1,2 kvadratkilometer och strandlinjen är 5,03 kilometer lång. Sjön  ingår i Pasvik älvs huvudavrinningsområde. 